# Psaume 40 (39)

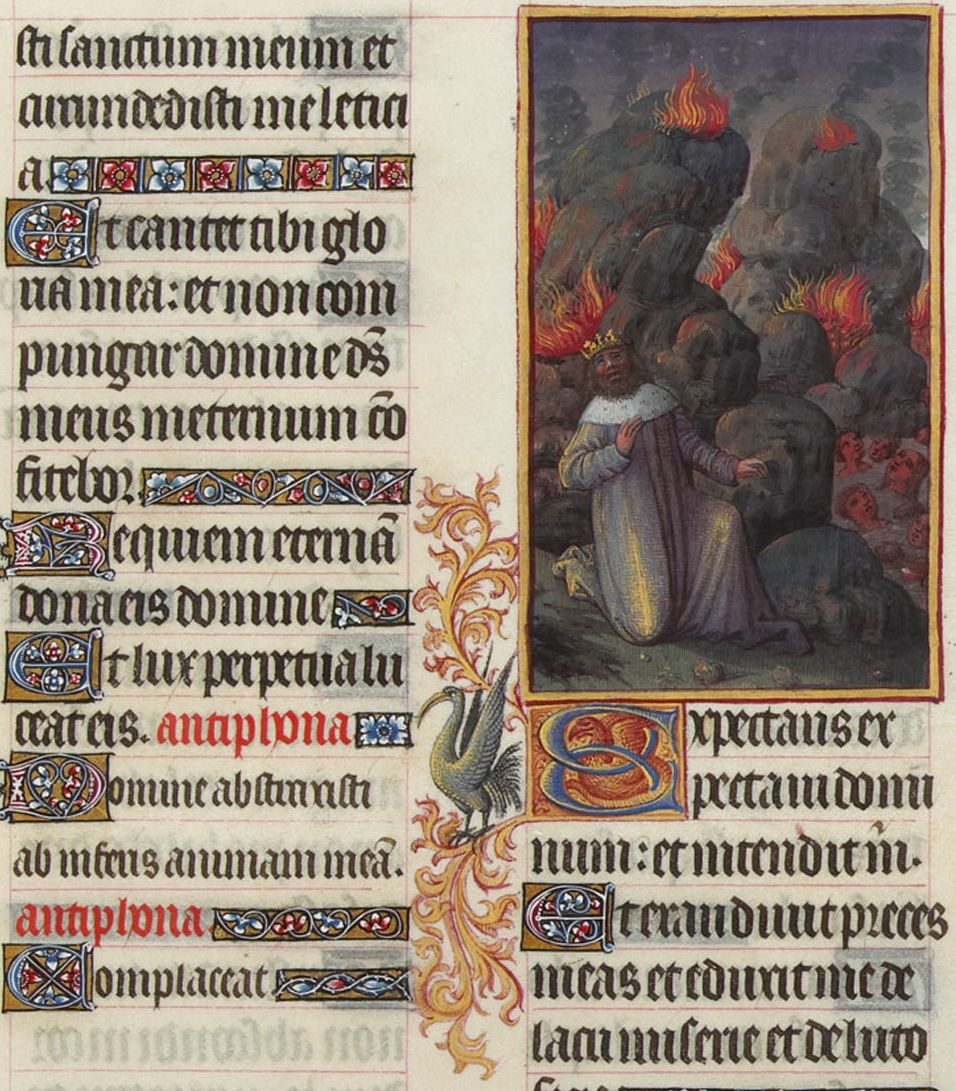
Psaume 40 selon le folio 96r des Très Riches Heures du Duc de Berry, 1412-1416

Le psaume 40 (39 selon la numérotation grecque) est un psaume qui exprime dans une première partie les remerciements puis, à partir du verset 11, la supplication d'un homme auprès de son Dieu.

## Texte
| 1  | א לַמְנַצֵּחַ, לְדָוִד מִזְמוֹר.                                                                           | Au chef des chantres. De David. Psaume. | in finem psalmus David |
| 2  | ב קַוֹּה קִוִּיתִי יְהוָה; וַיֵּט אֵלַי, וַיִּשְׁמַע שַׁוְעָתִי.                                                        | J’avais mis en l’Éternel mon espérance ; et il s’est incliné vers moi, il a écouté mes cris. | expectans expectavi Dominum et intendit mihi |
| 3  | ג וַיַּעֲלֵנִי, מִבּוֹר שָׁאוֹן-- מִטִּיט הַיָּוֵן:וַיָּקֶם עַל-סֶלַע רַגְלַי; כּוֹנֵן אֲשֻׁרָי.                                   | Il m’a retiré de la fosse de destruction, du fond de la boue ; et il a dressé mes pieds sur le roc, il a affermi mes pas.                                                                                             | et exaudivit preces meas et eduxit me de lacu miseriae et de luto fecis et statuit super petram pedes meos et direxit gressus meos                                                        |
| 4  | ד וַיִּתֵּן בְּפִי, שִׁיר חָדָשׁ-- תְּהִלָּה לֵאלֹהֵינוּ:יִרְאוּ רַבִּים וְיִירָאוּ; וְיִבְטְחוּ, בַּיהוָה.                            | Il a mis dans ma bouche un cantique nouveau, une louange à notre Dieu ; beaucoup l’ont vu, et ont eu de la crainte, et ils se sont confiés en l’Éternel.                                                              | et inmisit in os meum canticum novum carmen Deo nostro videbunt multi et timebunt et sperabunt in Domino                                                                                  |
| 5  | ה אַשְׁרֵי הַגֶּבֶר-- אֲשֶׁר-שָׂם יְהוָה, מִבְטַחוֹ;וְלֹא-פָנָה אֶל-רְהָבִים, וְשָׂטֵי כָזָב.                                   | Heureux l’homme qui place en l’Éternel sa confiance, et qui ne se tourne pas vers les hautains et les menteurs ! | beatus vir cuius est nomen Domini spes ipsius et non respexit in vanitates et insanias falsas                                                                                             |
| 6  | ו רַבּוֹת עָשִׂיתָ, אַתָּה יְהוָה אֱלֹהַי--נִפְלְאֹתֶיךָ וּמַחְשְׁבֹתֶיךָ, אֵלֵינוּ:אֵין, עֲרֹךְ אֵלֶיךָ--אַגִּידָה וַאֲדַבֵּרָה; עָצְמוּ, מִסַּפֵּר.   | Tu as multiplié, Éternel, mon Dieu ! Tes merveilles et tes desseins en notre faveur ; nul n’est comparable à toi ; je voudrais les publier et les proclamer, mais leur nombre est trop grand pour que je les raconte. | multa fecisti tu Domine Deus meus mirabilia tua et cogitationibus tuis non est qui similis sit tibi adnuntiavi et locutus sum multiplicati sunt super numerum                             |
| 7  | ז זֶבַח וּמִנְחָה, לֹא-חָפַצְתָּ-- אָזְנַיִם, כָּרִיתָ לִּי;עוֹלָה וַחֲטָאָה, לֹא שָׁאָלְתָּ.                                     | Tu ne désires ni sacrifice ni offrande, tu m’as ouvert les oreilles ; tu ne demandes ni holocauste ni victime expiatoire.                                                                                             | sacrificium et oblationem noluisti aures autem perfecisti mihi holocaustum et pro peccato non postulasti                                                                                  |
| 8  | ח אָז אָמַרְתִּי, הִנֵּה-בָאתִי: בִּמְגִלַּת-סֵפֶר, כָּתוּב עָלָי.                                                     | Alors je dis : Voici, je viens avec le rouleau du livre écrit pour moi. | tunc dixi ecce venio in capite libri scriptum est de me |
| 9  | ט לַעֲשׂוֹת-רְצוֹנְךָ אֱלֹהַי חָפָצְתִּי; וְתוֹרָתְךָ, בְּתוֹךְ מֵעָי.                                                    | Je veux faire ta volonté, mon Dieu ! Et ta loi est au fond de mon cœur. | ut facerem voluntatem tuam Deus meus volui et legem tuam in medio cordis mei |
| 10 | י בִּשַּׂרְתִּי צֶדֶק, בְּקָהָל רָב-- הִנֵּה שְׂפָתַי, לֹא אֶכְלָא:יְהוָה, אַתָּה יָדָעְתָּ.                                       | J’annonce la justice dans la grande assemblée ; voici, je ne ferme pas mes lèvres, Éternel, tu le sais ! | adnuntiavi iustitiam in ecclesia magna ecce labia mea non prohibebo Domine tu scisti |
| 11 | יא צִדְקָתְךָ לֹא-כִסִּיתִי, בְּתוֹךְ לִבִּי-- אֱמוּנָתְךָ וּתְשׁוּעָתְךָ אָמָרְתִּי;לֹא-כִחַדְתִּי חַסְדְּךָ וַאֲמִתְּךָ, לְקָהָל רָב.               | Je ne retiens pas dans mon cœur ta justice, je publie ta vérité et ton salut ; je ne cache pas ta bonté et ta fidélité dans la grande assemblée.                                                                      | iustitiam tuam non abscondi in corde meo veritatem tuam et salutare tuum dixi non abscondi misericordiam tuam et veritatem tuam a concilio multo                                          |
| 12 | יב אַתָּה יְהוָה-- לֹא-תִכְלָא רַחֲמֶיךָ מִמֶּנִּי;חַסְדְּךָ וַאֲמִתְּךָ, תָּמִיד יִצְּרוּנִי.                                      | Toi, Éternel ! tu ne me refuseras pas tes compassions ; ta bonté et ta fidélité me garderont toujours. | tu autem Domine ne longe facias miserationes tuas a me misericordia tua et veritas tua semper susceperunt me                                                                              |
| 13 | יג כִּי אָפְפוּ-עָלַי רָעוֹת, עַד-אֵין מִסְפָּר--הִשִּׂיגוּנִי עֲו‍ֹנֹתַי, וְלֹא-יָכֹלְתִּי לִרְאוֹת;עָצְמוּ מִשַּׂעֲרוֹת רֹאשִׁי, וְלִבִּי עֲזָבָנִי. | Car des maux sans nombre m’environnent ; les châtiments de mes iniquités m’atteignent, et je ne puis en supporter la vue ; ils sont plus nombreux que les cheveux de ma tête, et mon courage m’abandonne.             | quoniam circumdederunt me mala quorum non est numerus conprehenderunt me iniquitates meae et non potui ut viderem multiplicatae sunt super capillos capitis mei et cor meum dereliquit me |
| 14 | יד רְצֵה יְהוָה, לְהַצִּילֵנִי; יְהוָה, לְעֶזְרָתִי חוּשָׁה.                                                       | Veuille me délivrer, ô Éternel ! Éternel, viens en hâte à mon secours ! | conplaceat tibi Domine ut eruas me Domine ad adiuvandum me respice |
| 15 | טו יֵבֹשׁוּ וְיַחְפְּרוּ, יַחַד-- מְבַקְשֵׁי נַפְשִׁי, לִסְפּוֹתָהּ:יִסֹּגוּ אָחוֹר, וְיִכָּלְמוּ-- חֲפֵצֵי, רָעָתִי.                       | Que tous ensemble ils soient honteux et confus, ceux qui en veulent à ma vie pour l’enlever ! Qu’ils reculent et rougissent, ceux qui désirent ma perte !                                                             | confundantur et revereantur simul qui quaerunt animam meam ut auferant eam convertantur retrorsum et revereantur qui volunt mihi mala                                                     |
| 16 | טז יָשֹׁמּוּ, עַל-עֵקֶב בָּשְׁתָּם-- הָאֹמְרִים לִי, הֶאָח הֶאָח.                                                     | Qu’ils soient dans la stupeur par l’effet de leur honte, ceux qui me disent : Ah ! ah ! | ferant confestim confusionem suam qui dicunt mihi euge euge |
| 17 | יז יָשִׂישׂוּ וְיִשְׂמְחוּ, בְּךָ-- כָּל-מְבַקְשֶׁיךָ:יֹאמְרוּ תָמִיד, יִגְדַּל יְהוָה-- אֹהֲבֵי, תְּשׁוּעָתֶךָ.                          | Que tous ceux qui te cherchent soient dans l’allégresse et se réjouissent en toi ! Que ceux qui aiment ton salut disent sans cesse : Exalté soit l’Éternel !                                                          | exultent et laetentur super te omnes quaerentes te et dicant semper magnificetur Dominus qui diligunt salutare tuum                                                                       |
| 18 | יח וַאֲנִי, עָנִי וְאֶבְיוֹן-- אֲדֹנָי יַחֲשָׁב-לִי:עֶזְרָתִי וּמְפַלְטִי אַתָּה: אֱלֹהַי, אַל-תְּאַחַר.                            | Moi, je suis pauvre et indigent ; mais le Seigneur pense à moi. Tu es mon aide et mon libérateur : Mon Dieu, ne tarde pas !                                                                                           | ego autem mendicus sum et pauper Dominus sollicitus est mei adiutor meus et protector meus tu es Deus meus ne tardaveris                                                                  |

## Usages liturgiques

### Dans le judaïsme
Le verset 2 se trouve en répétition de la Amidah pendant la célébration de Rosh Hashana.
Le verset 12 est le second verset du V'hu Rachum pour Psouqei DeZimra, fait partie du Tachanun long récité le lundi et le jeudi.

### Dans le christianisme

#### Chez les catholiques
Le Psaume 40 (39) est actuellement chanté dans la liturgie des Heures à l’office de sexte le lundi de semaine II.

## Mise en musique
Ce psaume a été utilisé pour la chanson intitulée 40, appelée aussi How Long, dernière piste de l'album War du groupe U2, paru en 1983.
Également, il apparait dans le deuxième mouvement de la Symphonie de Psaumes de Igor Stravinsky. 